# Pescadorul Yldirimlar
Pescadorul Yldirimlar 1 a fost o navă de 47,5 tone și 19 metri lungime înregistrată sub pavilion român care s-a scufundat în anul 2007 în Marea Neagră.
Nava a fost surprinsă de o furtună în cursul nopții, în timp ce efectua un marș de la Sulina către Portul Midia, după cares-a scufundat parțial la câteva sute de metri de digul de nord al Portului Midia.
Deși operațiunea de salvare a fost extrem de dificilă din cauza vântului și a valurilor puternice,  remorcherul Alexandria 5 a reușit să salveze trei marinari aflați în apă.